# Zgurić Brdo
 Zgurić Brdo  falu Horvátországban Zágráb megyében. Közigazgatásilag Pokupskóhoz tartozik.

## Fekvése
Zágráb központjától 32 km-re délre, községközpontjától 3 km-re északra a Roženica és Setnik patakok közötti azonos nevű magaslaton található. 

## Története
Nevét az itt birtokos Zgurić családróll kapta. Eredetileg a Zgurićok mellett a Drvodelić család volt itt őshonos. Később mások is beköltöztek a településre, melynek lakossága mára ismét jelentősen csökkent. Ma a község legkisebb lélekszámú települése.
A falunak 1857-ben 124, 1910-ben 127 lakosa volt. Trianon előtt Zágráb vármegye Pisarovinai járásához tartozott. 2001-ben a falunak 58 lakosa volt. 

## Lakosság
| Lakosság változása | Lakosság változása | Lakosság változása | Lakosság változása | Lakosság változása | Lakosság változása | Lakosság változása | Lakosság változása | Lakosság változása | Lakosság változása | Lakosság változása | Lakosság változása | Lakosság változása | Lakosság változása | Lakosság változása |
| ------------------ | ------------------ | ------------------ | ------------------ | ------------------ | ------------------ | ------------------ | ------------------ | ------------------ | ------------------ | ------------------ | ------------------ | ------------------ | ------------------ | ------------------ |
| 1857               | 1869               | 1880               | 1890               | 1900               | 1910               | 1921               | 1931               | 1948               | 1953               | 1961               | 1971               | 1981               | 1991               | 2001               |
| 124                | 118                | 105                | 112                | 120                | 127                | 116                | 135                | 126                | 122                | 108                | 89                 | 76                 | 44                 | 58                 |

## Külső hivatkozások
Pokupsko község hivatalos oldala